# Шеранс
Шеранс (фр. Chérence) је насељено место у Француској у региону Париски регион, у департману Долина Оазе.
По подацима из 2011. године у општини је живело 153 становника, а густина насељености је износила 17,51 становника/km².

## Демографија
| 1962. | 1968. | 1975. | 1982. | 1990. | 2011. |
| ----- | ----- | ----- | ----- | ----- | ----- |
| 122   | 119   | 117   | 126   | 141   | 153   |